# Бериху Арегави
Бериху Арегави Теклехайманот (англ. Berihu Aregawi Teklehaimanot, тигринья በሪሁ አረጋዊ; род. 28 февраля 2001, Эфиопия) — эфиопский легкоатлет, специализирующийся в беге на длинные дистанции.

## Спортивные достижения
Серебряный олимпийский призер в беге на 10000 метров (2024).
Финалист (4-е место) Олимпийских игр в беге на 10 000 метров (2021).
Чемпион Бриллиантовой лиги сезона-2021 в беге на 5000 метров.
Бронзовый призер чемпионата мира среди юниоров в беге на 10000 метров (2018).
Серебряный призер юношеских Олимпийских игр в комбинированном зачете по итогам легкоатлетического кросса и бега на 3000 метров (2018 год).
Рекордсмен мира по шоссейному бегу на 5 километров (12.49; 2021).